# Jenna Laukkanen
Jenna Laukkanen (Kuhmo, 2 marzo 1995) è una nuotatrice finlandese.

## Palmarès
- Europei

Londra 2016: bronzo nei 50m rana e nella 4x100m misti.
- Europei in vasca corta

Netanya 2015: oro nei 50m rana e nei 100m rana.
Copenaghen 2017: argento nei 50m rana e nei 100m rana.
Glasgow 2019: bronzo nei 100m rana e nei 100m misti.
- Europei giovanili

Helsinki 2010: argento nei 200m rana e bronzo nei 100m rana.
Belgrado 2011: argento nei 100m rana e bronzo nei 50m rana.

## International Swimming League
| Stagione 2019 | Stagione 2020 | Stagione 2021 |
| ------------- | ------------- | ------------- |
| Iron          | Iron          | London Roar   |